# IC 4220
IC 4220 ist eine Spiralgalaxie vom Hubble-Typ S im Sternbild Jungfrau auf der Ekliptik. Sie ist schätzungsweise 281 Millionen Lichtjahre von der Milchstraße entfernt und hat einen Durchmesser von etwa 70.000 Lichtjahren.
Im selben Himmelsareal befinden sich u. a. die Galaxien NGC 5076, NGC 5079, NGC 5094, IC 4217.
Das Objekt wurde im Juli 1899 von DeLisle Stewart entdeckt.